# Intertextualitet
Intertextualitet är en term inom litteraturvetenskapen som hänvisar till att ingen text står för sig själv, utan ingår i ett nät av relationer där texter relaterar till varandra genom referenser, teman och berättarstrukturer. Begreppet introducerades 1966 av Julia Kristeva.
Texter skrivs i en kontext (sammanhang, ett visst perspektiv) och kan alltid jämföras och tolkas med andra texter. Det är också en analys- och tolkningsmetod där man söker efter sådana relationer. Intertextualitet är ett centralt begrepp inom postmodernism och poststrukturalism. I takt med internets ökande betydelse har relationen mellan intertextualitet och hypertextualitet uppmärksammats.
Exempel på intertextuella relationer är citat, allusioner, parodier, adaptioner och imitationer. En forskare som forskar om intertextualitet är ute efter att se vad texten är sammansatt av, hur orden förändrats i betydelse mellan texterna, med mera. Termen går tillbaka på Julia Kristeva; metoden används främst inom litteraturvetenskapen, men förekommer även inom andra textorienterade vetenskaper, såsom exempelvis lingvistik och teologi.
I Roland Barthes teori är intertextualiteten inte en objektiv sanning, utan existerar inom betraktaren som en projicering. I senare tid har intertextualiteten, från att ha varit en vetenskaplig term, alltmera övergått till att verka inom själva konsten som ett konstgrepp. Särskilt i populärkulturen förekommer medvetna intertextuella uttryck.

## Exempel på intertextuella verk
- Öster om Eden (1952) av John Steinbeck
- Odysseus (1922) av James Joyce
- Jordiska makter (1980) av Anthony Burgess
- The Dead Fathers Club (2006) av Matt Haig
- A Thousand Acres (1991) av Jane Smiley
- Perelandra (1943) av C.S. Lewis
- Sargassohavet (1966) av Jean Rhys
- The Legend of Bagger Vance (1996) av Steven Pressfield
- Bridget Jones dagbok (1996) av Helen Fielding
- Riddarna kring Dannys bord (1935) av John Steinbeck
- Klaga månde Elektra (1931) av Eugene O'Neill
- Ragnarök (2020) av Adam Price